# Oxacis laeta
Oxacis laeta là một loài bọ cánh cứng trong họ Oedemeridae. Loài này được Waterhouse miêu tả khoa học năm 1878.